# Under the Radar (magazyn)
Under the Radar – amerykański niezależny magazyn muzyczny, założony w 2001 roku przez Marka Redferna i Wendy Lynch (obecnie malżonków) poświęcony wydarzeniom z rynku muzycznego. Jest wydawany i dystrybuowany zarówno w formie papierowej, jak i internetowej.
Jako wydawnictwo drukowane ma ISSN 1553-2305.
Jest partnerem i członkiem stowarzyszonym GNA Universal Media.

## Historia i profil
Magazyn muzyczny został założony w 2001 roku przez pisarza Marka Redferna i fotograf Wendy Lynch, obecnie (2022) małżonków. Funkcjonuje jako niezależne wydawnictwo, znane z obszernych wywiadów ze znanymi i mniej znanymi zespołami. Artykułom często towarzyszą obszerne sesje zdjęciowe. Magazyn pomógł w rozwoju kariery wielu młodym artystom na długo przed tym, zanim odkryły ich media głównego nurtu, takimi jak Fleet Foxes czy Vampire Weekend. Był pierwszym w Stanach Zjednoczonych magazynem drukowanym, który przeprowadził wywiad z jednym z tych zespołów. Był także pierwszym amerykańskim magazynem, który przeprowadził wywiady z takimi międzynarodowymi artystami jak The Duke Spirit, Glasvegas, The Pipettes, Mew, The Go! Team, Editors i wieloma innymi.
Na stronie internetowej Under the Radar znajdują się publikowane na prawach wyłączności recenzje, wiadomości, wywiady i media, a także obszerne archiwum zaległych numerów.
Tematyka publikacji magazynu obejmuje też nowości na rynku filmowym, programów telewizyjnych i płyt DVD. Ponadto na łamach magazynu zamieszczane są artykuły o aukcjach charytatywnych, służących takim organizacjom jak War Child.
1 lipca 2022 roku rozpoczął się proces połączenia należącego do Universal Media The Indie Post Magazine oraz Under the Radar w jedną publikację. Tematyka publicystyczna pierwszego z nich obejmuje wywiady z gwiazdami i niezależnymi talentami w dziedzinach takich jak muzyka, film, biznes, zdrowie, fitness, rozrywka oraz odżywianie się i moda. Dział blogowy Under The Radar nadal będzie gościł na stronie Indie Soul Radio, ale felietony będą publikowane w magazynie The Indie Post.

### Jubileusz 20-lecia magazynu
21 grudnia 2021 roku Under the Radar zapowiedział wydanie drukowane magazynu z okazji 20-lecia istnienia, które sprzedaż zaplanowano na styczeń następnego roku, wraz ze specjalną kompilacją Covers of Covers, (wydanie zapowiedziane na 4 marca) zawierającą niektórych z ulubionych artystów redakcji, którzy uświetnili okładki Under the Radar w ciągu ostatnich 20 lat.
Album kompilacyjny Covers of Covers: Celebrating 20 Years of Under the Radar Magazine ukazał się 4 marca 2022 roku nakładem American Laundromat Records jako podwójny CD i zawierał nagrania 20 artystów: Grandaddy, Piroshka, Peter Bjorn and John, Cults, Nation of Language, Kevin Drew, Hatchie, Sondre Lerche, C Duncan, Cassandra Jenkins, NZCA Lines, Oceanator, Black Belt Eagle Scout, Strand of Oaks, Ora the Molecule, Girl Ray, James Yorkston, Ema, Alex Lahey i Water From Your Eyes.
Okładka Covers of Covers, stworzona przez współzałożycielkę magazynu, Wendy Redfern, przedstawia stos ułożony z każdego drukowanego wydania magazynu. 1 dolar z każdego podwójnego CD lub pobrania cyfrowego miał być przekazany na wsparcie Sweet Relief Musicians Fund.

## Wyróżnienia
W 2022 roku Under the Radar znalazł się na 5. miejscu zestawienia 12 głównych magazynów muzycznych, sporządzonych przez magazyn Two Story Melody (1 miejsce zajął Mojo).